# Danska
Danska (dan. Danmark) je zemlja u sjevernoj Europi. Ona je najmnogoljudniji i najpoznatiji dio države po imenu Kraljevina Danska, koja još obuhvaća autonomne teritorije Farskih otoka i Grenlanda u sjevernome Atlantskom oceanu. Europska zemlja Danska najjužnija je i najmanja od skandinavskih zemalja, leži jugozapadno od Švedske, južno od Norveške i sjeverno od Njemačke.
Prostire se na ukupnoj površini od 42 933 km² i čini je poluotok Jutland te otočje od 443 imenovana otoka od kojih su najveći Zealand, Funen i Sjeverni jutlandski otok. Geografiju Danske karakterizira ravna obradiva zemlja, pješčane obale, niska nadmorska visina i hladnija umjerena klima. Godine 2022. država je imala 5,91 milijuna stanovnika (1. kolovoza 2022.), a od njih 800 000 živi u glavnome i najvećem gradu Kopenhagenu. Europska Danska ima hegemonistički utjecaj u Danskoj kraljevini, kontrolira naime vanjsku, gospodarsku i monetarnu politiku, a ovlasti vođenja unutarnjih poslova prenijela je na parlamente prekomorskih teritorija. Autonomija u samoupravi uspostavljena je na Farskim otocima 1948. i na Grenlandu 1979., ali potonji je nakon referenduma dobio dodatnu autonomiju 2009. godine.
Ujedinjeno kraljevstvo Danske pojavilo se u 8. stoljeću kao moćna pomorska sila tijekom borbe za kontrolu nad Baltičkim morem. Godine 1397. zajedno s Norveškom i Švedskom formirala je Kalmarsku uniju koja je trajala do švedskoga odcjepljenja 1523. godine. Preostala Kraljevina Danska-Norveška vodila je niz ratova u 17. stoljeću koji su rezultirali daljnjim teritorijalnim ustupcima Švedskome Carstvu. Nakon Napoleonskih ratova Norveška je pripojena Švedskoj, a Danskoj je preostala kontrola nad Farskim otocima, Grenlandom i Islandom. Na valu nacionalističkih pokreta 19. stoljeća izbio je rat između danske krune i Pruske, takozvani Prvi Schleswiški rat 1848. u kojem je Danska postupno bila prisiljena priznati autonomiju svojim južnim pokrajinama Schleswigu, Holsteinu i Lauenburgu, da bi u  Drugome Schleswiškom ratu 1864. u potpunosti izgubila ove teritorije koji su pripojeni Pruskoj. U istome je razdoblju 5. lipnja 1849. izglasan Ustav Danske čime je uveden sadašnji parlamentarni sustav i okončana apsolutna monarhija na snazi od 1660. godine.
Danska je bila značajan izvoznik poljoprivrednih proizvoda u drugoj polovici 19. stoljeća, ali početkom 20. stoljeća provela je društvene reforme i reformu tržišta rada koje su činile osnovu sadašnjega modela države blagostanja i razvoja naprednoga mješovitog gospodarstva. Danska je ostala neutralna tijekom Prvoga svjetskog rata, ali je krajem rata povratila sjevernu polovicu Schleswiga 1920. U Drugome svjetskom ratu Treći Reich u travnju 1940. izvršio je invaziju na Dansku. Tijekom 1943. na danskome se ozemlju pojavio pokret otpora, a Island je proglasio neovisnost 1944. Danska je u svibnju 1945. oslobođena od nacističke okupacije. Godine 1973. Danska je, zajedno s Grenlandom, ali ne i Farskim otocima, postala članicom zajednice koja je kasnije izrasla u Europsku uniju, ali je u pregovorima izborila određena izuzeća kao što je zadržavanje vlastite valute: krune.
Danska je visoko razvijena zemlja s visokim životnim standardom: zemlja je na ili pri vrhu u mjerilima obrazovanja, zdravstvene zaštite, građanskih sloboda, demokratskoga upravljanja i jednakosti LGBT osoba. Danska je članica utemeljiteljica NATO-a, Nordijskoga vijeća, OECD-a, OESS-a i Ujedinjenih naroda, također je dio schengenskoga prostora. Danska održava bliske političke, kulturne i jezične veze sa svojim skandinavskim susjedima što je olakšano činjenicom da je danski jezik djelomično razumljiv i govornicima norveškoga i švedskoga jezika.

## Etimologija
Etimologija imena Danska i pojava Danske kao jedinstvene kraljevine predmet su stalnih znanstvenih rasprava. Ovo je prvenstveno usredotočeno na prefiks Dan i na to odnosi li se na Dance ili povijesnu osobu Dan i točno značenje završetka - mark.
Većina etimoloških rječnika i priručnika izvodi Dan iz riječi koja znači 'ravna zemlja', povezana s njemačkim Tenne 'gumno', engleski den 'spilja'. Vjeruje se da izraz mark znači 'šuma ili granično područje' (vidi marka), s vjerojatnim referencama na granične šume u južnom Schleswigu.
Prvi zabilježeni spomen riječi Danmark u samoj Danskoj nalazi se na dva kamena Jelling, runska kamena za koje se vjeruje da ih je postavio Gorm Stari (oko 955.) i Harald Modrozubi (oko 965.). Veći od dva kamena popularno se navodi kao krsni list (dan.: dåbsattest) Danske. Premda se na oba kamena nalazi riječ Danska, na velikome kamenu se riječ pojavljuje u akuzativu tanmaurk ([danmɒrk]) , na malome u genitivu tanmarkar (izgovara se [danmarkaɽ]), dok se oblik dativa tąnmarku (izgovara se [danmarkʊ]) nalazi na sličnome kamenu Skivum. Stanovnici Danske ondje se zovu tani ([danɪ]).

## Povijest

### Prapovijest
Najraniji arheološki nalazi u Danskoj datiraju iz interglacijalnoga razdoblja Riss-Würm od 130 000 do 110 000 g. pr. Kr. Danska je masovnije naseljena pred oko 12 500 godina prije Krista, a poljoprivreda je prisutna od 3900. g. pr. Kr. Nordijsko brončano doba (1800. – 600. pr. Kr.) u Danskoj obilježeno je grobnim humcima koji su ostavili obilje nalaza, poput glazbenoga instrumenta lura i Sunčeve kočije iz Trundholma.
Tijekom predrimskoga željeznog doba (500. pr. Kr – 1.), domorodačke skupine počele su migrirati na jug, a prva plemena Danaca došla su u zemlju između predrimskoga i germanskoga željeznog doba i u rimskome željeznom dobu (1. –  400.). Rimske provincije održavale su trgovačke putove i odnose s domorodačkim plemenima u Danskoj, a rimski novčići pronađeni su u Danskoj. Dokazi o snažnome keltskom kulturnom utjecaju datiraju iz ovoga razdoblja u Danskoj i većem dijelu Sjeverozapadne Europe i ogledaju se, između ostaloga, u pronalasku kotla iz Gundestrupa.
Plemenski Danci doselili su se s istočnih danskih otoka (Zeland) i Scanije i govorili su ranim oblikom sjevernogermanskoga. Povjesničari vjeruju da su prije njihova dolaska većinu Jutlanda i najbližih otoka naselila plemena Juta. Juti su na kraju migrirali u Veliku Britaniju, neki kao plaćenici britonskoga kralja Vortigerna i osvojili su jugoistočne teritorije Kenta, otok Wight i druga područja gdje su se nastanili. Kasnije su ih asimilirala ili etnički očistila osvajačka plemena Angla i Sasa. Preostalo stanovništvo Juta u Jutlandu asimiliralo se s doseljenim Dancima.
Vjeruje se da je kratka bilješka povjesničara Jordanesa o Danima u Getici rani spomen germanskoga plemena Danaca, jedne od etničkih skupina od kojih potječu današnji Danci. Obrambene strukture Danevirke građene su u fazama od 3. stoljeća nadalje, a sama veličina građevinskih radova 737. godine pripisuje se dolasku danskoga kralja. Nova runska abeceda prvi je put korištena otprilike u isto vrijeme i Ribe, najstariji grad u Danskoj, osnovan je oko 700. godine.

### Vikinzi i srednji vijek
Od 8. do 10. stoljeća šira skandinavska regija bila je područje koje su naseljavali Vikinzi. Kolonizirali su, harali i trgovali u svim dijelovima Europe. Danski Vikinzi bili su najaktivniji na istočnome i južnom Britanskom otočju i Zapadnoj Europi. Naselili su se u dijelovima Engleske (poznatim kao Danelaw) pod kraljem Sweynom Forkbeardom 1013. i u Francuskoj gdje je Dancima i Norvežanima dopušteno da se nasele u ono što će postati Normandija u zamjenu za odanost Robertu I. od Francuske i s Rolonom kao prvim vikinškim vladarom toga područja. Manje količine anglosaksonskoga penija iz tog razdoblja pronađene su u Danskoj.
Danska se uvelike konsolidirala krajem 8. stoljeća i njezini se vladari u franačkim izvorima dosljedno nazivaju kraljevima (reges). Pod vladavinom Gudfreda 804. dansko je kraljevstvo vjerojatno uključivalo sve zemlje Jutlanda, Scanije i danskih otoka, isključujući Bornholm.
Postojeća danska monarhija vuče korijene od Gorma Starog, koji je uspostavio svoju vladavinu početkom 10. stoljeća. Kao što je potvrđeno kamenjem Jelling, Dance je oko 965. pokrstio Harald Modrozubi, Gormov sin. Vjeruje se da je Danska postala kršćanska iz političkih razloga kako je ne bi napalo Sveto Rimsko Carstvo. Kao kršćanska sila u usponu u Europi, Sveto Rimsko Carstvo bilo je važan trgovački partner Danaca. Kao sredstvo odvraćanja od ove prijetnje, Harald je izgradio šest tvrđava oko Danske pod nazivom Trelleborg i dodatnu tvrđavu Danevirke. Početkom 11. stoljeća Knut Veliki je na čelu skandinavske vojske na gotovo 30 godina ratom ujedinio Dansku, Englesku i Norvešku.
Tijekom kasnoga srednjeg vijeka, Danska je također uključivala Skåneland (područja Scania, Halland i Blekinge u današnjoj južnoj Švedskoj), a danski su kraljevi vladali danskom Estonijom, kao i vojvodstvima Schleswig i Holstein. Ove potonje povijesne pokrajine danas čine pokrajinu Schleswig-Holstein u sjevernoj Njemačkoj.
Godine 1397. Danska je ušla u personalnu uniju s Norveškom i Švedskom, ujedinjene pod kraljicom Margaretom I. Tri zemlje trebale su biti tretirane kao jednake u Uniji. Međutim, čak ni od samog početka, Margareta nije bila toliko idealistična: tretirala je Dansku kao jasnog "višeg" partnera unije. Stoga se veći dio sljedećih 125 godina skandinavske povijesti vrti oko ove Unije, pri čemu se Švedska odvaja i opetovano osvaja. Pitanje je iz praktičnih razloga riješeno 17. lipnja 1523., kada je švedski kralj Gustav Vasa osvojio grad Stockholm. Protestantska se reformacija proširila na Skandinaviju 1530-ih, a nakon građanskoga rata Danska je 1536. prešla na luteranstvo. Kasnije te godine, Danska je ušla u uniju s Norveškom.

### Rani novi vijek (1536. – 1849.)
Nakon što se Švedska trajno odvojila od personalne unije, Danska je u nekoliko navrata pokušala uspostaviti kontrolu nad svojim susjedom. Kralj Kristijan IV. napao je Švedsku u Kalmarskom ratu 1611. – 1613., ali nije uspio postići svoj glavni cilj da je prisili da se vrati u uniju. Rat nije doveo do nikakvih teritorijalnih promjena, ali je Švedska bila prisiljena platiti ratnu odštetu od 1 milijun srebrnih riksdalera Danskoj, iznos poznat kao Älvsborg. Kralj Kristijan iskoristio je ovaj novac za osnivanje nekoliko gradova i izgradnju utvrda, od kojih su najpoznatiji Glückstadt (osnovan kao suparnik Hamburgu) i Christiania. Inspiriran nizozemskom istočnoindijskom kompanijom, osnovao je sličnu dansku tvrtku i planirao je proglasiti Cejlon kolonijom, ali tvrtka je uspjela steći samo Tranquebar na indijskoj Koromandskoj obali. Velike kolonijalne težnje Danske uključivale su nekoliko ključnih trgovačkih postaja u Africi i Indiji. Iako su danske trgovačke postaje u Indiji bile od malog značaja, igrala je važnu ulogu u vrlo unosnoj atlantskoj trgovini robljem, preko svojih trgovačkih postaja u Fort Christiansborgu u Osuu, današnjoj Gani, kroz koje se trgovalo 1,5 milijuna robova. Dok se dansko kolonijalno carstvo održalo trgovinom s drugim velikim silama i plantažama, nedostatak resursa u konačnici je doveo do njegove stagnacije.
U Tridesetogodišnjem ratu, Kristijan je pokušao postati vođa luteranskih država u Njemačkoj, ali je pretrpio poraz u bitci kod Luttera. Rezultat je bio da je katolička vojska pod Albrechtom von Wallensteinom uspjela napasti, okupirati i opljačkati Jutland, prisilivši Dansku da se povuče iz rata. Danska je uspjela izbjeći teritorijalne ustupke, ali je intervencija kralja Gustava Adolfa u Njemačkoj viđena kao znak da je vojna moć Švedske u porastu, dok je utjecaj Danske u regiji opadao. Švedska vojska napala je Jutland 1643. i preuzela Scaniju 1644. godine. U ugovoru iz Brømsebra iz 1645., Danska je predala Halland, Gotland, posljednje dijelove danske Estonije i nekoliko provincija u Norveškoj.
Vidjevši priliku da raskine ugovor iz Brømsebra, danski kralj Fridrik III. je 1657. objavio rat Švedskoj, koja je bila duboko upletena u Drugi sjeverni rat (1655. – 1660.), i krenuo na Bremen-Verden. To je dovelo do golemoga danskog poraza kada su vojske švedskoga kralja Karla X. Gustava osvojile Jutland i, nakon švedskoga marša preko zaleđenih danskih tjesnaca, okupirale Funen i veći dio Zelanda prije potpisivanja mira u Roskildeu u veljači 1658. godine, koji je Švedskoj dao kontrolu nad Scanijom, Blekingeom, Bohuslänom, Trøndelagom i otokom Bornholmom. Karlo X. Gustav brzo je zažalio što nije uništio Dansku i u kolovozu 1658. pokrenuo je drugi napad na Dansku, osvojio većinu danskih otoka i započeo dvogodišnju opsadu Kopenhagena. Kralj Fridrik III. aktivno je vodio obranu grada, okupljajući njegove građane da uzmu oružje i odbijao je švedske napade. Opsada je završila nakon smrti Karla X. Gustava 1660. U mirovnome sporazumu koji je uslijedio, Danska je uspjela održati svoju neovisnost i povratiti kontrolu nad Trøndelagom i Bornholmom. Postigavši veliku popularnost nakon rata, Fridrik III. je to iskoristio da raspusti izbornu monarhiju u korist apsolutne monarhije, koja je u Danskoj trajala do 1848.
Danska je pokušala, ali nije uspjela vratiti kontrolu nad Scanijom u Skanskom ratu (1675. – 1679.). Nakon Velikoga sjevernog rata (1700. – 1721.), Danska je uspjela povratiti kontrolu nad dijelovima Schleswiga i Holsteina kojima je vladala kuća Holstein-Gottorp u Frederiksborškom ugovoru 1720. i Carskoselskom ugovoru 1773. godine. Danska je uvelike napredovala u posljednjim desetljećima 18. stoljeća zahvaljujući svojemu neutralnom statusu koji joj je dopuštao trgovinu s obje strane u mnogim suvremenim ratovima. U Napoleonskim ratovima, Danska je trgovala s Francuskom i Ujedinjenim Kraljevstvom i pridružila se Ligi oružane neutralnosti s Rusijom, Švedskom i Pruskom. Britanci su ovo smatrali neprijateljskim činom i napali Kopenhagen 1801. i 1807., u jednom slučaju odvodeći dansku flotu, u drugom spaljujući velike dijelove danske prijestolnice. To je dovelo do takozvanog dansko-britanskog rata topovnjača. Britanska kontrola vodenih putova između Danske i Norveške pokazala se katastrofalnom za gospodarstvo Unije i 1813. godine Dansko-Norveška je bankrotirala.
Unija je raspuštena sporazumom iz Kiela 1814. godine. Danska se monarhija "neopozivo i zauvijek" odrekla pretenzija na Kraljevinu Norvešku u korist švedskoga kralja. Danska je zadržala posjede Islanda (koji je zadržao dansku monarhiju do 1944.), Farske otoke i Grenland, a sve je to stoljećima bilo pod norveškom vlašću. Osim nordijskih kolonija, Danska je nastavila vladati Danskom Indijom od 1620. do 1869., Danskom Zlatnom obalom (Gana) od 1658. do 1850. i Danskom Zapadnom Indijom od 1671. do 1917.

### Ustavna monarhija (1849. – danas)

#### Liberalni pokret i ustupanje Schleswiga i Holsteina
Danski liberalni i nacionalni pokret u nastajanju dobio je zamah 1830-ih. Nakon europskih revolucija 1848., Danska je mirnim putem postala ustavna monarhija 5. lipnja 1849. Novi ustav uspostavio je dvodomni parlament. Danska se suočila s ratom protiv Pruske i Austrijskoga Carstva u onome što je postalo poznato kao Drugi šlesviški rat, koji je trajao od veljače do listopada 1864. godine. Danska je poražena i prisiljena ustupiti Schleswig i Holstein Pruskoj. Ovaj gubitak došao je kao posljednji u dugom nizu poraza i teritorijalnih gubitaka koji su započeli u 17. stoljeću. Nakon tih događaja Danska je vodila politiku neutralnosti u Europi.

#### Industrijalizacija
Industrijalizacija je u Dansku stigla u drugoj polovici 19. stoljeća. Prve željeznice u zemlji izgrađene su 1850-ih, a poboljšane prometne veze i prekomorska trgovina omogućile su razvoj industrije unatoč nedostatku prirodnih resursa. Sindikalni pokret razvio se 1870-ih. Došlo je do značajne migracije ljudi sa sela u gradove, a danska poljoprivreda postala je usmjerena na izvoz mliječnih i mesnih proizvoda.

#### Danska u Prvome svjetskom ratu
Danska je zadržala svoj neutralni stav tijekom Prvoga svjetskog rata. Nakon poraza Njemačke, versajske sile ponudile su povratak regije Schleswig-Holstein Danskoj, no bojeći se njemačkoga iredentizma, Danska je odbila razmotriti povratak područja bez plebiscita. Dva plebiscita u Schleswigu održana su 10. veljače i 14. ožujka 1920. godine. Dana 10. srpnja 1920. Danska je povratila Sjeverni Schleswig, čime je povećala broj stanovnika za 163 600 i teritorij za 3984 km². Prva socijaldemokratska vlada u zemlji preuzela je dužnost 1924.

#### Njemački pakt o nenapadanju i invazija
Godine 1939. Danska je potpisala 10-godišnji pakt o nenapadanju s nacističkom Njemačkom, ali je Njemačka ipak izvršila invaziju na Dansku 9. travnja 1940. i danska vlada se brzo predala. Drugi svjetski rat u Danskoj karakterizirala je gospodarska suradnja s Njemačkom do 1943., kada je danska vlada odbila daljnju suradnju, a njezina je mornarica potopila većinu svojih brodova i poslala mnoge svoje časnike u Švedsku, koja je tada bila neutralna. Danski pokret otpora izveo je operaciju spašavanja kojom je uspio evakuirati nekoliko tisuća Židova i njihovih obitelji u Švedsku na sigurno prije nego što su ih Nijemci mogli poslati u logore smrti. Neki su Danci podržali nacizam tako što su se pridružili Danskoj nacističkoj stranci ili su se dobrovoljno prijavili da se bore na strani nacističke Njemačke poput dijela danskih Frikorpsa. Island je prekinuo veze s Danskom i postao neovisna republika 1944., a nacistička Njemačka se predala u svibnju 1945. Godine 1948. Farski otoci stekli su vlastitu samoupravu. Godine 1949. Danska je postala članicom utemeljiteljicom NATO-a.

#### Danska danas
Danska je bila jedna od članica osnivačica Europske udruge slobodne trgovine (EFTA). Tijekom 1960-ih, zemlje EFTA-e često su se nazivale vanjskom sedmoricom, za razliku od unutarnjie šestorice tadašnje Europske ekonomske zajednice (EEZ). Godine 1973., Danska se pridružila Europskoj ekonomskoj zajednici (danas Europska unija) nakon javnog referenduma o članstvu. Ugovor iz Maastrichta, koji je uključivao daljnju europsku integraciju, danski je narod odbacio na referendumu 1992., a prihvaćena je tek nakon drugog referenduma 1993. godine, koji je omogućio četiri izuzeća iz politika EU. Danci su na referendumu 2000. odbacili euro kao svoju nacionalnu valutu. Grenland je dobio vlastitu samoupravu 1979., a 2009. dobio je pravo na samoodređenje . Ni Farski otoci ni Grenland nisu članovi Europske unije, Farski otoci su odbili članstvo u EEZ-u 1973., a Grenland 1986., u oba slučaja zbog politike ribarstva EU.
Ustavne promjene 1953. godine dovele su dopromjene parlamentarne strukture u jednodomni parlament izabran po proporcionalnoj zastupljenosti, pravo žena na dansko prijestolje i ulazak Grenlanda kao sastavnoga dijela Danske. Socijaldemokrati lijevoga centra vodili su niz koalicijskih vlada veći dio druge polovice 20. stoljeća, uvodeći nordijski model socijalne skrbi. Liberalna stranka i Konzervativna narodna stranka također su vodile vlade desnoga centra.

## Geografija
Danska je smještena u Sjevernoj Europi i čini je poluotok Jutland i 443 imenovana otoka, dok još 1419 otoka i hridi ima površinu veću od 100 m². Od toga 74 otoka su naseljena (podaci iz siječnja 2015.), a najveći su Zealand, Sjeverni Jutlandski otok i Funen. Otok Bornholm nalazi se istočno od ostatka zemlje, u Baltičkome moru. Mnogi veći otoci povezani su mostovima: most-tunel preko Øresunda povezuje Zeland sa Švedskom; fiksna veza Velikoga pojasa povezuje Funen sa Zelandom; a most Mali pojas povezuje Jutland s Funenom. Trajekti ili mali zrakoplovi povezuju manje otoke. Četiri grada sa stanovništvom većim od 100 000 jesu glavni grad Kopenhagen na Zelandu, Aarhus i Aalborg u Jutlandu, i Odense na Funenu.
Zemlja se prostire na ukupnoj površini od 42 943,9 km². Površina kopnenih voda je 700 km2, prema drugim podacima od 500 do 700 km2. Jezero Arresø sjeverozapadno od Kopenhagena najveće je jezero. Veličina kopnenoga područja ne može se točno navesti jer ocean neprestano erodira i dodaje materijal na obalu, a u tijeku su i mnogi projekti melioracije (za suzbijanje erozije). Postglacijalni skok podiže obalu za nešto manje od 1 cm godišnje na sjeveru i istoku. Danska dijeli kopnenu granicu od 68 kilometara s Njemačkom na jugu, a njezina je obala dugačka 8750 km. Nijedno mjesto u Danskoj nije udaljeno od obale više od 52 km. Na jugozapadnoj obali Jutlanda visinska razlika  plime i oseke je između 1 i 2 m, a tijekom oseke more se zna povući do 10 km. Površina teritorijalnih voda Danske je ukupno 105 000 km².
Najsjevernija točka Danske je točka Skagen (sjeverna plaža Skaw) na 57° 45' 7" sjeverne geografske širine; najjužnija je točka Gedser (južni vrh Falstera) na 54° 33' 35" sjeverne širine; najzapadnija točka je Blåvandshuk na 8° 4' 22" istočne geografske dužine; a najistočnija točka je Østerskær na 15° 11' 55" istočne geografske dužine, koja se nalazi na malom otočju Ertholmene 18 kilometara sjeveroistočno od Bornholma. Udaljenost od istoka do zapada je 452 kilometara, od sjevera prema jugu 368 kilometara.
Danska je ravničarska zemlja s prosječnom nadmorskom visinom od samo 31 metar. Najviša prirodna točka je Møllehøj, na 170,86 metara. Usprkos maloj nadmorskoj visini i tome da je prosječna nadmorska visina u južnoj Švedskoj dvostruko veća, nadmorska visina Danske općenito je na sigurnoj razini od porasta razine mora. Značajan dio danskoga reljefa čine valovite ravnice, dok je obala pješčana, s velikim dinama u sjevernom Jutlandu. Iako je nekoć bila izrazito šumovita, današnju Dansku uglavnom pokrivaju oranice i pašnjaci. Zemljom teče desetak rijeka, a najznačajnije su Gudenå, Odense, Skjern, Suså i Vidå. Potonja teče južno i predstavlja dio južne granice s Njemačkom.
Kraljevina Danska obuhvaća dva prekomorska teritorija, oba daleko zapadnije od Danske: Grenland, najveći otok na svijetu, i Farske otoke u sjevernome Atlantskom oceanu. Ovi teritoriji imaju vlastitu samoupravu i parlamente (Løgting i Inatsisartut) i čine, zajedno s kontinentalnom Danskom, dio Kraljevine Danske.

### Klima
Danska ima umjerenu klimu koju karakteriziraju blage zime, sa srednjom temperaturom u siječnju od 1,5°C, i svježa ljeta, sa srednjom temperaturom u kolovozu od 17,2°C. Najekstremnija temperatura zabilježena u Danskoj, od 1874. kada su počela mjerenja, bila je 36.4°C 1975. i −31.2°C 1982. Danska ima prosječno 179 dana godišnje s oborinama, a ukupna prosječna količina padalina je 765 milimetra godišnje. Jesen je najkišovitije godišnje doba, a proljeće najsušnije. Specifičan položaj zemlje između kontinenta i oceana često dovodi do nestabilnoga vremena.
Zbog sjevernoga položaja Danske, postoje velike sezonske varijacije dnevnoga svjetla. Zimu karakteriziraju kratki dani s izlaskom sunca oko 8:45 ujutro i zalasci oko 15:45 (standardno vrijeme) i dugi ljetni dani s izlaskom sunca u 4:30 ujutro i zalasci u 22:00 (ljetno računanje vremena).

### Ekologija
Teritorij Danske smješten je u borealnome florističkom kraljevstvu i može se podijeliti u dvije ekoregije: ekoregiju atlantskih mješovitih šuma i onu baltičkih mješovitih šuma. Gotovo sve prašume umjerenoga pojasa Danske uništene su ili rascjepkane tijekom posljednjih tisućljeća uglavnom kao posljedica razvoja poljoprivrede. Krčenje šuma stvorilo je velike vrištine i razorne pješčane nanose. Unatoč tome, očuvao se dio većih sekundarnih šuma, a 12,9 % zemlje danas je pošumljeno. Obična smreka najrasprostranjenije je drvo i važna je vrsta u proizvodnji božićnih drvaca. Danska ima srednju ocjenu indeksa integriteta šumskoga krajolika od 0,5/10, što je svrstava na 171. mjesto u svijetu od 172 zemlje, iza samo San Marina.
Srne nastanjuju krajolik u sve većem broju, a crveni jeleni mogu se naći u rijetkim šumama Jutlanda. Danska je također stanište manjim sisavcima, poput tvorova, zečeva i šumskih ježeva. Približno 400 vrsta ptica nastanjuje Dansku, a oko 160 njih se razmnožava na njezinome teritoriju. Od velikih morskih sisavaca nalazimo brojne populacije obalne pliskavice, sve veći broj perajara i povremene posjete velikih kitova, poput plavetnih kitova i orki. Bakalar, haringa i iverak vrlo su brojne u danskim vodama i temelj su razvijene danske industrije ribolova i prerade ribe, kao i tradicionalni kulinarski specijaliteti.

### Okoliš
Danska je u prosincu 2020. prestala s izdavanjem novih dozvola za eksploataciju nafte i plina na svojemu teritoriju.
Zagađenje zemljišta i vode dva su najznačajnija pitanja zaštite okoliša u Danskoj, iako se veliki dio kućnoga i industrijskoga otpada u zemlji sada reciklira. Zemlja je kroz povijest zauzimala progresivan stav o očuvanju okoliša. Godine 1971. Danska je osnovala Ministarstvo okoliša i bila je prva zemlja u svijetu koja je 1973. provela zakon o zaštiti okoliša. Kako bi ublažila degradaciju okoliša i globalno zagrijavanje, danska je vlada potpisala Protokol o klimatskim promjenama iz Kyota. Međutim, nacionalni ekološki otisak iznosi 8,26 globalnih hektara po osobi, što je vrlo visoko u usporedbi sa svjetskim prosjekom od 1,7 u 2010. Čimbenici koji pridonose ovoj vrijednosti su iznimno visoka rasprostranjenost oranica koje imaju visoki ekološki otisak, ali i relativno visoki otisak velikih površina pod pašnjacima, što se može objasniti znatno razvijenom proizvodnjom mesa u Danskoj (115,8 kilograma mesa godišnje po glavi stanovnika) i općenito velikom gospodarskom ulogom mesne i mliječne industrije. U prosincu 2014. Indeks uspješnosti klimatskih promjena za 2015. stavio je Dansku na vrh tablice, objašnjavajući da je zemlja uspjela provesti učinkovitu politiku zaštite klime, premda su emisije stakleničkih plinova još uvijek prilično visoke. U 2020. Danska je ponovno bila prva na indeksu. Godine 2021. Danska je s Kostarikom pokrenula "Savez bez nafte i plina" za prestanak korištenja fosilnih goriva.
Na danskim teritorijima Grenlandu i Farskim otocima razvijen je kitolov, a godišnji je ulov približno 650 kitova godišnje. Grenlandske kvote za ulov kitova određene su prema savjetima Međunarodne komisije za kitolov (IWC), koja ima ovlasti odlučivanja o kvotama.

## Vlada i politika
Okvir danskoga političkog ustroja određen je Ustavom Danske. Prvi Ustav napisan je 1849., kojim se uspostavlja suverena država u obliku ustavne monarhije s predstavničkim parlamentarnim sustavom. Monarh službeno zadržava izvršnu vlast i predsjedava Državnim vijećem (tajnim vijećem). U praksi, dužnosti monarha su strogo reprezentativne i ceremonijalne, poput službenoga imenovanja i razrješenja premijera i drugih vladinih ministara. Monarh ne odgovara za svoje postupke, a njegova je osoba svetost. Nasljedni monarh kraljica Margareta II. bila je na čelu države od 14. siječnja 1972. godine do abdikacije, 14. siječnja 2024. godine. Na tronu ju je naslijedio njezin najstariji sin, Fridrik X.

### Vlada
Danski je parlament (dan.: Folketing) jednodoman i zakonodavno je tijelo Kraljevine Danske, koje donosi zakone važeće na danskome teritoriju i, ponekad, na Grenlandu i Farskim otocima. Folketing također usvaja državni proračun, odobrava državne troškove, imenuje i vrši kontrolu nad vladom, te sudjeluje u međunarodnoj suradnji. Prijedlog zakona može inicirati Vlada ili parlamentarni zastupnici. Svi usvojeni prijedlozi zakona moraju se u roku od trideset dana predstaviti Državnome vijeću radi dobivanja kraljevske suglasnosti kako bi stupili na snagu.
Danska je parlamentarna demokracija s općim pravom glasa. Članstvo u Folketingu temelji se na proporcionalnoj zastupljenosti političkih stranaka, s izbornim pragom od 2 %. Danska bira 175 članova u Folketing, a Grenland i Farski otoci biraju po dva dodatna člana, dakle ukupno 179 članova. Parlamentarni izbori održavaju se najmanje svake četiri godine, ali je unutar ovlasti premijera zatražiti od monarha raspisivanje izbora prije isteka mandata. Nakon izglasavanja nepovjerenja, Folketing može prisiliti jednoga ministra ili cijelu vladu da podnese ostavku.
Vlada Danske djeluje kao kabinet, gdje izvršnu vlast obavljaju formalno u ime monarha, premijer i drugi ministri, koji su na čelu ministarstava. Kao izvršna vlast, kabinet je odgovoran za predlaganje zakona i proračuna, izvršavanje zakona i vođenje danskih vanjskih i unutarnjih poslova. Položaj premijera pripada osobi koja će najvjerojatnije zadobiti povjerenje većine u Folketingu, a to je često čelnik najveće političke stranke ili osoba koju dogovori koalicija stranaka. Jedna stranka u pravilu nema dovoljnu političku moć u smislu broja zastupničkih mjesta da sama formira vladu. Danskom su često vladale koalicijske vlade, koje su same ponekad bile i manjinske vlade ovisne o manjim strankama.
Nakon poraza na općim izborima, u lipnju 2015. Helle Thorning-Schmidt, čelnica socijaldemokrata (dan.: Socialdemokraterne), podnijela je ostavku na mjesto premijera. Naslijedio ju je Lars Løkke Rasmussen, čelnik Liberalne stranke  (dan.: Venstre). Rasmussen je postao čelnik kabineta kojega su u potpunosti činili ministri iz njegove vlastite stranke, što nije uobičajeno u danskoj političkoj praksi. U studenome 2016. u vladu su ušli Liberalni savez i Konzervativci. Liberalni premijer, Lars Løkke Rasmussen, obnašao je dužnost između 2009. i 2011., te ponovno između 2015. i 2019., uz potporu Danske narodne stranke (DF). Nakon općih izbora 2019. socijaldemokrati, predvođeni čelnicom Mette Frederiksen, formirali su jednostranačku vladu uz potporu lijeve koalicije. Frederiksen je postala premijerka 27. lipnja 2019.

### Pravo i pravosudni sustav
Danska ima sustav građanskoga prava s nekim referencama na germansko pravo. Danska nalikuje Norveškoj i Švedskoj jer nikada nije razvila sudsku praksu poput one u Engleskoj i Sjedinjenim Američkim Državama niti sveobuhvatne zakone poput onih u Francuskoj i Njemačkoj. Velik dio njezinoga prava je običaj.
Pravosudni sustav Danske podijeljen je na sudove s redovnom građanskom i kaznenom jurisdikcijom i upravne sudove s jurisdikcijom u parnicama između pojedinaca i javne uprave. Članci 62. i 64. danskoga Ustava osiguravaju neovisnost pravosuđa od vlade i parlamenta propisujući da se suci moraju rukovoditi samo zakonom, statutima i praksom. Kraljevina Danska nema jedinstveni pravosudni sustav. Danska ima jedan sustav, Grenland drugi, a Farski otoci treći. Međutim, na odluke najviših sudova na Grenlandu i Farskim otocima moguće je uložiti žalbu danskim visokim sudovima. Danski Vrhovni sud najviši je građanski i kazneni sud odgovoran za provođenje pravde u Kraljevini.

### Dansko kraljevstvo
Kraljevina Danska je unitarna država koju čini Danska i dva autonomna teritorija u sjevernome Atlantskom oceanu: Grenland i Farski otoci. Oni su sastavni dijelovi Danskoga kraljevstva od 18. stoljeća, međutim, zbog svojih zasebnih povijesnih i kulturnih identiteta, ovi dijelovi Carstva imaju veliku političku autonomiju, te su preuzeli zakonodavnu i administrativnu odgovornost u znatnom broju polja. Autonomna uprava dodijeljena je Farskim otocima 1948. i Grenlandu 1979., a svaki je prethodno imao status okruga.
Grenland i Farski otoci imaju vlastite matične vlade i parlamente i zapravo su samoupravni u pogledu unutarnjih poslova, osim pravosudnoga sustava i monetarne politike. Visoki povjerenici (dan.: Rigsombudsmand) djeluju kao predstavnici danske vlade u parlamentu Farskih otoka (Løgtingu) i u Grenlandskome parlamentu, ali ne mogu glasovati. Vlada Farskih otoka definirana je kao ravnopravni partner s danskom nacionalnom vladom, dok se grenlandski narod definira kao zaseban narod s pravom na samoodređenje.
| Zemlja                             | Stanovništvo (2020.) | Ukupna površina | Glavni grad |
| ---------------------------------- | -------------------- | --------------- | ----------- |
| Grenland (inuit.:Kalaallit Nunaat) | 56 081               | 2 166 086 km²   | Nuuk        |
| Farski otoci (feroj.: Føroyar)     | 52 110               | 1399 km²        | Tórshavn    |

### Upravna podjela
Ukupna površina Danske je 43 094 km² i taj je teritorij podijeljen je na pet administrativnih regija (dan.: regioner). Regije su dalje podijeljene na 98 općina (dan.: kommuner). Najistočniji teritorij Danske je otočje Ertholmene s površinom od 39 hektara. Ono ne pripada niti jednoj općini ni regiji, već Ministarstvu obrane. Provincije su pak statističke jedinice Kraljevine Danske, veličinom između administrativnih regija i općina. One nisu dijelom upravne podjele, niti su predmetom bilo kakvih političkih izbora, već su uglavnom ustrojene u statističke svrhe.
Regije su formirane 1. siječnja 2007. kako bi zamijenile 16 bivših županija. Istodobno su se manje općine spajale u veće cjeline, čime je broj smanjen s prethodnih 270 na sadašnjih 98. Većina općina ima najmanje 20 000 stanovnika kako bi im se osigurala financijska i profesionalna održivost, premda je bilo nekoliko iznimaka od ovoga pravila. Upravne podjele vode izravno izabrana vijeća, koja se biraju svake četiri godine proporcionalnim sustavom glasovanja. Posljednji danski lokalni izbori održani su 16. studenoga 2021. Ostale regionalne strukture koriste općinske granice kao referencu, uključujući policijske okruge, sudske okruge i izborne jedinice.

#### Regije
Tijela koja upravljaju regijama jesu regionalna vijeća, od kojih svako ima četrdeset i jednog vijećnika koji se bira na mandat od četiri godine. Na čelu vijeća su predsjednici regionalnih okruga (dan.: regionsrådsformand), koje bira vijeće. Područja odgovornosti regionalnih vijeća su javno zdravstvo, socijalne usluge i regionalni razvoj. Za razliku od županija koje su zamijenili, regije ne smiju ubirati poreze, a zdravstvene usluge se do 2018. dijelom financiraju nacionalnim doprinosom za zdravstvo (dan.: sundhedsbidrag), a dijelom sredstvima vlade i općina. Od 1. siječnja 2019. ovaj se doprinos ukida jer se umjesto njega uvodi veći porez na dohodak.
Brojnost stanovništva regija uvelike se razlikuje. Primjerice regija Hovedstaden, koja obuhvaća gradsko područje Kopenhagena s izuzetkom oduzete pokrajine Istočnoga Zelanda, ali uključuje otok Bornholm u Baltičkome moru, ima tri puta brojnije stanovništvo od Sjevernoga Jutlanda. U prethodnome županijskom sustavu određene gusto naseljene općine, poput općine Kopenhagen i Frederiksberg, imale su status jednak statusu okruga, što ih je činilo administrativnim jedinicama prve razine. Ove općine sui generis priključene su u novim regijama u okviru reformi iz 2007. godine.
| Dansko ime                                  | Prijevod                     | Upravno središte | Najveći grad | Stanovništvo | Ukupna površina (km²) |
| ------------------------------------------- | ---------------------------- | ---------------- | ------------ | ------------ | --------------------- |
| Hovedstaden                                 | Regija glavnoga grada Danske | Hillerød         | Kopenhagen   | 1 856 061    | 2568,29               |
| Midtjylland                                 | Regija središnje Danske      | Viborg           | Aarhus       | 1 333 245    | 13 095,80             |
| Nordjylland                                 | Regija sjeverne Danske       | Aalborg          | Aalborg      | 590 322      | 7907,09               |
| Sjælland                                    | Regija Zeland                | Sorø             | Roskilde     | 839 619      | 7268,75               |
| Syddanmark                                  | Regija južne Danske          | Vejle            | Odense       | 1 224 100    | 12 132,21             |
| Izvor: Regionalne i općinske ključne brojke |                              |                  |              |              |                       |

### Vanjski poslovi
Danska ima znatan utjecaj u Sjevernoj Europi i smatra se silom srednje snage u međunarodnim odnosima. Posljednjih godina Grenland i Farski otoci imaju sve veći utjecaj u pitanjima vanjske politike kao što su ribolov, kitolov i geopolitička pitanja. Na vanjsku politiku Danske znatno utječe njezino članstvo u Europskoj uniji (EU). Danska, uključujući Grenland, pridružila se Europskoj ekonomskoj zajednici (EEZ) 1973. godine. Danska je predsjedavala Vijećem Europske unije u sedam navrata, posljednji put od siječnja do lipnja 2012. Nakon Drugoga svjetskog rata Danska je okončala svoju dvjestogodišnju politiku neutralnosti. Bila je članica utemeljiteljica Sjevernoatlantskoga saveza (NATO) od 1949., a članstvo je i dalje vrlo popularno.
Kao članica Odbora za razvojnu pomoć (DAC), Danska je već dugo među zemljama svijeta koje doprinose najvećim postotkom svojega bruto nacionalnog dohotka razvojnoj pomoći. U 2015. Danska je inozemnoj pomoći doprinijela s 0,85 % svojega bruto nacionalnog dohotka (BND) i bila je jedna od šest zemalja koje su ispunile dugogodišnji cilj UN-a od 0,7 % BND-a. Država sudjeluje u bilateralnoj i multilateralnoj pomoći, a pomoći obično upravlja Ministarstvo vanjskih poslova. Naziv organizacije Danska međunarodna razvojna agencija (DANIDA) često se koristi, posebno kada se radi o bilateralnoj pomoći.

### Vojska
Danske oružane snage poznate su kao Danska obrana (dan.: Forsvaret). Ministar obrane je vrhovni zapovjednik danske obrane i služi kao glavni diplomatski dužnosnik u inozemstvu. U mirnodopskome razdoblju Ministarstvo obrane ukupno zapošljava oko 33 000 ljudi. Glavne vojne grane zapošljavaju gotovo 27 000 ljudi, od toga 15 460 u Kraljevskoj danskoj vojsci, 5 300 u Kraljevskoj danskoj mornarici i 6 050 u Kraljevskome danskom ratnom zrakoplovstvu (uključujući i ročnike). Danska agencija za upravljanje u izvanrednim situacijama ima 2000 zaposlenika uključujući ročnike, a oko 4000 ih je u službama koje nisu specifične za grane poput Danskoga zapovjedništva obrane i Danske obrambene obavještajne službe. Nadalje, oko 55 000 ljudi služi kao dobrovoljci u Danskome domobranstvu.
Danska je dugogodišnji zagovornik međunarodnoga mirotvorstva, ali od NATO bombardiranja Jugoslavije 1999. i rata u Afganistanu 2001. Danska je također pronašla novu ulogu aktivno sudjelujući u nekoliko ratova i invazija. Ova relativno nova situacija izazvala je neke unutarnje kritike, ali dansko stanovništvo općenito je pružilo veliku podršku tim vojnim misijama, posebice ratu u Afganistanu. Danska obrana ima oko 1400 osoba u međunarodnim misijama, ne uključujući stalne doprinose u NATO SNMCMG1-u. Danske snage bile su intenzivno angažirane u bivšoj Jugoslaviji u Zaštitnim snagama UN-a (UNPROFOR), s IFOR-om, i sada SFOR-om. Između 2003. i 2007. u Iraku je bilo angažirano oko 450 danskih vojnika. Danska je također snažno poduprla američke operacije u Afganistanu i dala je novčani i materijalni doprinos ISAF-u. Ove inicijative vlasti često opisuju kao dio nove "aktivne vanjske politike" Danske.

## Gospodarstvo
Danska ima razvijeno mješovito gospodarstvo koje je Svjetska banka klasificirala kao gospodarstvo s visokim dohotkom. Godine 2017. bila je na 16. mjestu u svijetu prema bruto domaćem proizvodu (PPP) po glavi stanovnika i 10. prema nominalnom BDP-u po glavi stanovnika. Dansko gospodarstvo ističe se kao jedno od najslobodnijih po Indeksu ekonomskih sloboda i Ekonomske slobode svijeta. To je 10. najkonkurentnije gospodarstvo u svijetu, a 6. u Europi, prema izvješću Global Competitiveness Report 2018. Svjetskoga gospodarskog foruma.
Danska ima četvrti najveći omjer visokoobrazovanih osoba u svijetu. Zemlja je na najvišemu mjestu u svijetu po radničkim pravima. Bruto domaći proizvod po radnom satu bio je 13. najveći u 2009. godini. Tržišna nejednakost dohotka u zemlji je blizu prosjeka OECD-a, ali nakon poreza i ostalih doprinosa nejednakost dohotka je znatno manja. Prema Eurostatu, danski Gini koeficijent za raspoloživi dohodak bio je 7. najniži među zemljama EU-a u 2017. Prema podacima Međunarodnoga monetarnog fonda, Danska ima najveću minimalnu plaću na svijetu. Budući da Danska nema zakon o minimalnoj plaći, visoka granica plaće pripisuje se moći sindikata. Primjerice, kao rezultat kolektivnoga ugovora između sindikata Fagligt Fælles Forbund i grupe poslodavaca Horesta, radnici u McDonald'su i drugim lancima brze hrane zarađuju ekvivalent od 20 američkih dolara po satu, što je više nego dvostruko više od onoga što njihovi kolege zarađuju u Sjedinjenim Američkim Državama, te imaju pristup petotjednom plaćenom godišnjem odmoru, roditeljskome dopustu i mirovinskom planu.
Danska je nekada bila pretežno poljoprivredna zemlja zbog velikih površina obradivoga tla, ali od 1945. uvelike je razvila industriju i uslužni sektor. Do 2017. usluge su činile oko 75 % BDP-a, proizvodnja oko 15 %, a poljoprivreda manje od 2 %. Glavne industrije jesu proizvodnja vjetroturbina, farmaceutskih proizvoda, medicinske opreme, strojeva, prerada hrane i građevinarstvo. Otprilike 60 % ukupne vrijednosti izvoza odnosi se na izvoz roba, a preostalih 40 % na izvoz usluga, uglavnom pomorskoga prometa. Glavna izvozna roba zemlje su: vjetroturbine, lijekovi, strojevi i mjerni instrumenti, meso i mesni proizvodi, mliječni proizvodi, riba, namještaj i dizajnerski proizvodi. Danska je neto izvoznik hrane i energije i već je niz godina u suficitu platne bilance koji je zemlju pretvorio iz zemlje neto dužnika u zemlju neto vjerovnika. Do 1. srpnja 2018. neto međunarodna investicijska pozicija (ili neto strana aktiva) Danske iznosila je 64,6 % BDP-a.
Liberalizacija uvoznih carina 1797. označila je kraj merkantilizma, a daljnja liberalizacija u 19. i početkom 20. stoljeća učvrstila je dansku liberalnu tradiciju u međunarodnoj trgovini koja je prekinuta tek 1930-ih. Čak i kad su druge zemlje, poput Njemačke i Francuske, podigle carinsku zaštitu za svoj poljoprivredni sektor zbog povećane američke konkurencije, što je rezultiralo mnogo nižim poljoprivrednim cijenama nakon 1870., Danska je zadržala svoju politiku slobodne trgovine, jer je zemlja profitirala od jeftinoga uvoza žitarica (korištenih kao stočna hrana), a mogli su povećati izvoz maslaca i mesa čije su cijene bile stabilnije. Danas je Danska dio unutarnjega tržišta Europske unije koje obuhvaća više od 508 milijuna potrošača. Nekoliko domaćih trgovinskih politika određeno je sporazumima između članica Europske unije (EU), te zakonodavstvom EU-a. Potpora slobodnoj trgovini je u danskoj javnosti velika. U anketi iz 2016. 57 % ispitanika vidi globalizaciju kao priliku, dok 18 % gleda na nju kao na prijetnju. Oko 70 % trgovinskih tokova je unutar Europske unije. Do 2017., najveći izvozni partneri Danske jesu Njemačka, Švedska, Ujedinjeno Kraljevstvo i Sjedinjene Američke Države.
Danska valuta, kruna (DKK), fiksirana je na približno 7,46 kruna za euro kroz tečajni mehanizam ERM II. Iako je na referendumu u rujnu 2000. odbijeno prihvaćanje eura, zemlja slijedi politike utvrđene u Ekonomskoj i monetarnoj uniji Europske unije (EMU) i ispunjava kriterije ekonomske konvergencije potrebne za prihvaćanje eura. Većina političkih stranaka u Folketingu podupire pridruživanje EMU-u, ali od 2010. ankete javnog mnijenja stalno pokazuju jasnu većinu protiv uvođenja eura. U svibnju 2018. 29 % ispitanika iz Danske u anketi Eurobarometra izjavilo je da su za EMU i euro, dok je 65 % bilo protiv.
Najveće danske tvrtke prema domaćemu prometu jesu: AP Møller-Mærsk (međunarodni prijevoz), Novo Nordisk (farmaceutika), ISS A/S (usluge u građevini), Vestas (vjetroturbine), Arla Foods (mliječni proizvodi), DSV (promet), Carlsberg Group (proizvodnja piva), Salling Group (maloprodaja), Ørsted A/S (proizvodnja električne energije), Danske Bank (financije). 

### Javna politika
Danci uživaju visok životni standard, a dansko gospodarstvo karakteriziraju opsežne politike državne socijalne skrbi. Danska ima stopu poreza na dobit od 22 % i poseban vremenski ograničen porezni režim za iseljenike. Danska ima širok spektar poreznih davanja, najvažniji od kojih je porez na dodanu vrijednost koji iznosi 25 %, ali trošarine, porez na dohodak i druge naknade. Ukupna razina oporezivanja (zbroj svih poreza, kao postotak BDP-a) iznosila je 46 % u 2017. Porezna struktura Danske (relativna težina različitih poreza) razlikuje se od prosjeka OECD-a, pošto danski porezni sustav (2015.) karakteriziraju znatno veći prihodi od poreza na osobni dohodak i niži udio prihoda od poreza na dobit poduzeća i poreza na imovinu, dok nikakvi prihodi ne proizlaze iz doprinosa za socijalno osiguranje. Udio koji proizlazi iz poreza na plaće, PDV-a i drugih poreza na dobra i usluge odgovara prosjeku OECD-a.
U 2014. godini statistički podaci pokazali su da je oko 6 % stanovništva živjelo ispod granice siromaštva nakon korekcije na poreze i ostala davanja. Danska ima drugi najniži udio siromašnoga stanovništva u OECD-u, 11,3 % ispod prosjeka OECD-a. Udio stanovništva koji izjavljuju da nisu u mogućnosti priuštiti si kupovinu dovoljno hrane upola je manji od prosjeka zemalja OECD-a.

### Tržište rada
Kao i druge nordijske zemlje, Danska je usvojila nordijski model, koji kombinira kapitalizam slobodnoga tržišta sa sveobuhvatnom socijalnom državom i snažnom zaštitom radnika. Prema izvješću Svjetske banke, kao rezultat svoga hvaljenog modela "fleksigurnosti", Danska ima najslobodnije tržište rada u Europi. Poslodavci mogu zapošljavati i otpuštati radnike kako god žele (fleksibilnost), a tijekom pronalaženja novoga posla radnici dobivaju relativno visoku naknadu za nezaposlene (sigurnost). Osnivanje poduzeća može se obaviti za nekoliko sati i uz vrlo niske troškove. Nema zakonskih ograničenja u pogledu prekovremenog rada, što tvrtkama omogućuje rad 24 sata dnevno, 365 dana u godini. Sa stopom zaposlenosti u 2017. od 74,2 % za stanovništvo u dobi od 15 do 64 godine, Danska je na 9. mjestu među zemljama OECD-a i iznad prosjeka OECD-a od 67,8 %. Stopa nezaposlenosti iznosila je 5,7 % u 2017., što se smatra blizu prirodnoga minimuma ili ispod njega.
Visina naknada za nezaposlene ovisi o prijašnjemu zaposlenju i obično o članstvu u fondu za nezaposlene, koji je obično usko povezan sa sindikatima, te prethodnom plaćanju doprinosa. Otprilike 65 % financiranja dolazi iz namjenskih doprinosa članova, dok preostala trećina potječe iz državnoga proračuna i stoga u konačnici iz poreznih davanja.

### Znanost i tehnologija
Danska ima dugu tradiciju znanstvenih i tehnoloških izuma i otkrića, a međunarodno je uključena od samog početka mnoge projekte. Trenutno Danska sudjeluje u mnogim znanstvenim i tehnološkim projektima visokoga profila, poput projekata CERN, ITER, ESA, ISS i E-ELT. Danska je 2021. bila na 9. mjestu u Globalnome indeksu inovacija, što je pad sa 6. mjesta od 2020. i 7. mjesta od 2019.
U 20. stoljeću Danci su također bili inovativni u nekoliko područja tehnološkoga sektora. Danske tvrtke bile su utjecajne u pomorskoj industriji i projektiranju najvećih i energetski najučinkovitijih kontejnerskih brodova na svijetu, Maersk Triple E klase, a danski inženjeri pridonijeli su dizajnu MAN diesel motora. Na području softvera i elektronike, Danska je pridonijela dizajnu i proizvodnji nordijskih mobilnih telefona, a sada već nepostojeća danska tvrtka DanCall bila je među prvima koja je razvila GSM mobilne telefone.
Biološke znanosti ključni su sektor ulaganja u istraživačke i razvojne aktivnosti. Danski inženjeri vodeći su u svijetu u opskrbi opremom za liječenje dijabetesa i lijekovima tvrtke Novo Nordisk, a od 2000. danska biotehnološka tvrtka Novozymes vodeća je na svjetskome tržištu enzima za proizvodnju bioetanola na bazi škroba i pionir je u razvoju enzima za pretvorbu otpada na celulozni etanol. Dolina Medicon, koja se proteže kroz regiju Øresund između Zelanda i Švedske, jedan je od najvećih europskih poslovnih klastera za biološke znanosti i biotehnologije, u kojoj je smješten velik broj tvrtki i istraživačkih institucija koje se bave biološkim znanostima, sve to smješteno unutar vrlo maloga geografskog područja.
Računalni znanstvenici i softverski inženjeri rođeni u Danskoj imali su vodeću ulogu u razvoju nekih od svjetskih programskih jezika: Anders Hejlsberg (Turbo Pascal, Delphi, C#); Rasmus Lerdorf (PHP); Bjarne Stroustrup (C++); David Heinemeier Hansson (Ruby on Rails); Lars Bak, pionir u virtualnim strojevima (V8, Java VM, Dart). Fizičarka Lene Vestergaard Hau prva je osoba koja je zaustavila svjetlo, što je dovelo do napretka u kvantnom računarstvu, nanoinženjerstvu i linearnoj optici.

### Proizvodnja električne energije
U danskome teritorijalnom moru i ekonomskome pojasu nalaze se velika nalazišta nafte i prirodnoga plina. Danska je na 32. mjestu u svijetu kao neto izvoznik sirove nafte i 2009. je proizvodila 259 980 barela sirove nafte dnevno. Danska je dugogodišnji lider u proizvodnji i instaliranju vjetroelektrana : 2015. vjetroturbine su davale 42,1% ukupne potrošnje električne energije cijele države. U svibnju 2011.  Danska je ostvarila 3,1% svojega bruto domaćeg proizvoda iz tehnologija obnovljive (čiste) energije i energetske učinkovitosti, ili oko 6,5 milijardi eura. Danska je električnim dalekovodima povezana s drugim europskim zemljama.
Danski sektor električne energije integrirao je u nacionalnu mrežu obnovljive izvore energije poput energije vjetra. Danska se sada namjerava usredotočiti na inteligentne baterijske sustave (V2G) i plug-in vozila u prometnom sektoru. Država je članica Međunarodne agencije za obnovljivu energiju (IRENA).
Danska je izvezla otprilike 460 milijuna GJ energije u 2018.

### Promet
Danska je izdvojila značajna ulaganja u izgradnju cestovnih i željezničkih veza između pojedinih regija, ponajviše cestovni most i prateću prometnu vezu Storebæltsforbindelsen, koja povezuje Zeland i Funen. Sada je moguće voziti od Frederikshavna u sjevernom Jutlandu do Kopenhagena na istočnom Zelandu bez izlaska iz autoceste. Glavni željeznički operater za putničke usluge je DSB, a za teretne vlakove DB Cargo. Željezničke tračnice održava tvrtka Banedanmark. Sjeverno i Baltičko more isprepleteni su međunarodnim trajektnim vezama. Izgradnja veze Fehmarn Belt, koja povezuje Dansku i Njemačku, započela je 2015. Kopenhagen ima sustav brzoga prijevoza, kopenhaški metro i razgranatu elektrificiranu mrežu prigradskih željeznica, te S-vlak. U četiri najveća grada, Kopenhagenu, Aarhusu, Odenseu, Aalborgu, planira se puštanje u rad sustava lake gradske željeznice oko 2020.
Biciklizam je u Danskoj vrlo čest oblik prijevoza, posebice za mlađe i gradsko stanovništvo. S mrežom biciklističkih ruta koja se proteže na više od 12 000 km i procijenjenih 7000 km odvojenih namjenskih biciklističkih staza i traka, Danska ima solidnu biciklističku infrastrukturu.
Privatna vozila se sve više koriste kao prijevozno sredstvo. Zbog visokoga poreza na registriranje vozila (150%), PDV-a (25%) i jedne od najviših stopa poreza na dohodak u svijetu, novi su automobili vrlo skupi. Svrha poreza je obeshrabriti stanovništvo imati automobil u vlasništvu. Vlada je 2007. godine pokušala favorizirati ekološki prihvatljive automobile blagim smanjenjem poreza na vozila s velikom kilometražom. Međutim, to je imalo mali učinak, a 2008. Danska je doživjela porast uvoza starih automobila s neučinkovitom potrošnjom goriva.. Godine 2011. prosječna starost automobila bila je 9,2 godine.
S Norveškom i Švedskom, Danska ima udio u glavnome zrakoplovnom prijevozniku Scandinavian Airlines. Zračna luka Kopenhagen najprometnija je putnička zračna luka u skandinavskome području, s više od 25 milijuna putnika u 2014. Ostale značajne zračne luke jesu Zračna luka Billund, Zračna luka Aalborg i Zračna luka Aarhus.

## Demografija
Prema podacima Danskoga zavoda za statistiku, stanovništvo Danske je u travnju 2020. iznosilo 5,825 milijuna. Danska ima jednu od najstarijih populacija na svijetu, s prosječnom dobi od 41,9 godina, i omjerom od 0,97 muškaraca na jednu ženu. Unatoč niskoj stopi nataliteta, broj stanovnika raste po prosječnoj godišnjoj stopi od 0,59% zbog neto imigracije i povećanja životnoga vijeka. Svjetsko izvješće o sreći često rangira stanovništvo Danske kao najsretnije na svijetu, što se pripisuje visoko cijenjenim obrazovnim i zdravstvenim sustavima zemlje, i niskoj razini nejednakosti primanja.
Danska je povijesno homogena nacija. Međutim, kao i sa svojim skandinavskim susjedima, Danska se od Drugoga svjetskog rata transformirala iz nacije neto emigracije, u neto imigracijsku državu. Danas se boravišne dozvole uglavnom izdaju imigrantima iz drugih zemalja EU (54% svih neskandinavskih imigranata u 2017.). Dodatnih 31% boravišnih dozvola bilo je vezano uz studij ili posao, 4% izdano je tražiteljima azila, a 10% osobama koje se doseljavaju kao članovi obitelji. Sveukupno, neto stopa doseljenika u 2017. iznosila je 2,1 migranata/1000 stanovnika, što je nešto niže od Ujedinjenoga Kraljevstva i ostalih nordijskih zemalja.
Ne postoji službena statistika o etničkim skupinama, ali prema podacima Statističkoga ureda Danske za 2020., 86,11% stanovništva u Danskoj bilo je danskoga podrijetla (uključujući žitelje Farskih otoka i Grenlanđane), definiranoga kao stanovnik koji ima barem jednoga roditelja koji je rođen u Kraljevini Danskoj i ima dansko državljanstvo. Preostalih 13,89% bilo je stranog podrijetla, definiranoga kao doseljenici ili potomci nedavnih doseljenika. Uz istu definiciju, najčešće zemlje podrijetla bile su Turska, Poljska, Sirija, Njemačka, Irak, Rumunjska, Libanon, Pakistan, Bosna i Hercegovina i Somalija.
Inuiti su starosjedioci Grenlanda i tradicionalno su naseljavali Grenland i sjeverne dijelove Kanade i Aljaske na Arktiku. Od 18. stoljeća pa sve do 1970-ih, danska je vlada (dansko-norveška do 1814.) kroz vrijeme pokušavala asimilirati grenlandske Inuite, potičući ih da prihvate većinski jezik, kulturu i vjeru. Zbog ovog "procesa danizacije", dio osoba inuitskog podrijetla sada identificira svoj materinji jezik kao danski.

### Jezici
Danski je de facto nacionalni jezik Danske. Ferojski i grenlandski službeni su jezici Farskih otoka i Grenlanda. Njemački je priznati manjinski jezik na području bivšega okruga Južni Jutland (sada dio regije Južna Danska), koji je bio dio Njemačkoga Carstva prije Versajskog sporazuma. Danski i ferojski pripadaju sjevernogermanskoj (nordijskoj) grani indoeuropskih jezika, zajedno s islandskim, norveškim i švedskim. Postoji ograničen stupanj međusobne razumljivosti između danskoga, norveškoga i švedskoga jezika. Danski je daleko srodniji s njemačkim, koji je zapadnogermanski jezik. Grenlandski ili "Kalaallisut" pripada eskimsko-aleutskim jezicima i blisko je povezan s inuitskim jezicima u Kanadi, kao što je Inuktitut i potpuno je nepovezan s danskim.
Velika većina (86%) Danaca govori engleski kao drugi jezik, općenito s visokom razinom poznavanja. Njemački je drugi strani jezik po učestalosti, a 47% ih govori o razini govornoga znanja. U Danskoj je 2007. bilo 25 900 izvornih govornika njemačkoga jezika (većinom u području Južnog Jutlanda).

### Religija
Kršćanstvo je dominantna religija u Danskoj. U siječnju 2020. 74,3% stanovništva Danske bili su članovi Danske crkve (dan.: Den Danske Folkekirke), službene državne crkve, koja je protestantska po klasifikaciji i luteranska po orijentaciji. Postotak članstva u stalnome je padu od 1970-ih, uglavnom zato što se u njemu krsti sve manje novorođenčadi. Samo 3% stanovništva redovito posjećuje nedjeljne mise, a samo 19% Danaca religiju smatra važnim dijelom svog života.
Ustav navodi da suveren mora biti luteranske vjere, iako se ostatak stanovništva može slobodno pridržavati drugih vjera. Godine 1682. država je dodijelila ograničeno priznanje trima religijskim skupinama koje se nisu slagale s etabliranom Crkvom: rimokatoličkoj crkvi, reformiranoj crkvi i židovskoj zajednici, premda je obraćenje u te skupine iz Danske crkve u početku bilo nezakonito. Sve do 1970-ih, država je službeno priznavala "vjerska društva" kraljevskim dekretom. Danas vjerske skupine ne trebaju službeno državno priznanje, mogu dobiti pravo slavljenja vjenčanja i drugih obreda bez ikakvoga priznanja od strane države. Danski muslimani čine otprilike 4,4% stanovništva i čine drugu najveću vjersku zajednicu u zemlji i najveću manjinsku religiju. Dansko ministarstvo vanjskih poslova procjenjuje da druge vjerske skupine čine manje od 1% stanovništva pojedinačno i približno 2% kada se zbroje zajedno.
Prema anketi Eurobarometra iz 2010., 28% anketiranih Danaca je odgovorilo da "vjeruje da postoji Bog", 47% je odgovorilo da "vjeruje da postoji neka vrsta duha ili životne sile", a 24% je odgovorilo da "ne vjerujte da postoji bilo kakav duh, Bog ili životna sila". Druga anketa, provedena 2009. godine, pokazala je da 25% Danaca vjeruje da je Isus sin Božji, a 18% vjeruje da je on spasitelj svijeta.

### Obrazovanje
Sve obrazovne programe u Danskoj određuje Ministarstvo obrazovanja, a njima upravljaju lokalne općine. Folkeskole pokriva cijelo razdoblje obveznoga obrazovanja, obuhvaćajući osnovno i niže srednje obrazovanje. Većina djece pohađa folkeskole 10 godina, u dobi od 6 do 16 godina. Nema završnih ispita, ali učenici mogu izabrati polaganje ispita nakon završetka devetoga razreda (14 - 15 godina). Test je obavezan ako se želi pohađati daljnje školovanje. Alternativno, učenici mogu pohađati samostalnu školu (dan.: friskole), ili privatne škole (dan.: privatskole), poput kršćanskih ili waldorfskih škola.
Nakon završetka obveznoga obrazovanja postoji nekoliko mogućnosti nastavka obrazovanja; Gimnazija (STX) pridaje važnost podučavanju mješavine humanističkih i prirodnih znanosti, Visoki tehnički ispitni program (HTX) fokusiran je na predmete iz prirodnih, a Visoki komercijalni ispitni program naglašava predmete iz ekonomije. Visoki pripremni ispit (HF) sličan je gimnaziji (STX), ali je jednu godinu kraći. Za pojedina zanimanja postoji strukovno obrazovanje, osposobljavanje mladih za rad u određenim zanatima kombinacijom nastave i naukovanja.
Vlada bilježi stope završetka više srednje škole od 95%, a stope upisa i završetka visokoga obrazovanja od 60%. Svo sveučilišno i visoko (tercijarno) obrazovanje u Danskoj je besplatno; nema školarine za upis na tečajeve. Studenti u dobi od 18 ili više godina mogu se prijaviti za državnu stipendiju za obrazovnu potporu, poznatu kao Statens Uddannelsesstøtte (SU), koja pruža fiksnu financijsku potporu koja se isplaćuje mjesečno. Danska sveučilišta stranim studentima nude niz mogućnosti za stjecanje međunarodno priznate kvalifikacije u Danskoj. Mnogi programi mogu se naći na engleskome jeziku, akademskoj lingui franci, u diplomama prvostupnika, magisterija, doktorata i programima razmjene studenata.

### Zdravstvo
Godine 2015. srednji životni vijek u Danskoj bio je 80,6 godina (78,6 za muškarce i 82,5 za žene), što je znatno više od 76,9 godina u 2000. To klasificira Dansku kao 27. zemlju od 193. države svijeta po dugovječnosti stanovništva, nešto lošije u odnosu na ostale Nordijske zemlje. Nacionalni institut za javno zdravstvo Sveučilišta južne Danske identificirao je 19 većih faktora rizika među Dancima koji utječu na smanjenje životnoga vijeka, najvažniji od kojih su pušenje, konzumiranje alkohola, zlouporaba droga i fizička neaktivnost. Premda je broj pretilih osoba niži nego u Sjevernoj Americi i većini europskih zemalja, povećana tjelesna težina postaje rastući problem i godišnje opterećuje državni proračun za zdravstvo za dodatnih 1,625 milijardi danskih kruna. Studija iz 2012. pokazuje da Danska ima najvišu učestalost pojave raka od svih zemalja koje prati Međunarodni fond za istraživanje raka. Znanstvenici pretpostavljaju da su razlozi tome nezdrave životne navike poput obilnog konzumiranja alkohola, pušenja, fizičke neaktivnosti, ali i učinkovitijih dijagnostičkih postupaka.
Danska ima univerzalni sustav zdravstvene skrbi, karakteriziran time što se javno financira kroz poreze i većinom usluga upravljaju izravno regionalne vlasti. Jedan od izvora prihoda bio je nacionalni doprinos za zdravstvo (dan.: sundhedsbidrag), koji je ukinut u siječnju 2019., a umjesto njega će se porezi na dohodak u nižim razredima postupno povećavati svake godine. Drugi izvor dolazi iz prihoda općina kojima su porezi na dohodak povećani za 3 postotna boda od 1. siječnja 2007., doprinos koji je oduzet od bivšega županijskog poreza da bi ga općine od 1. siječnja 2007. koristile u zdravstvu. To znači da je većina zdravstvenih usluga besplatna za svo stanovništvo. Osim toga, otprilike dvoje od pet stanovnika ima dodatno privatno osiguranje za pokrivanje usluga koje država ne pokriva u potpunosti, poput fizioterapije. Danska troši 11,2% svoga BDP-a na zdravstvenu skrb (podaci iz 2012.), što je porast u odnosu na 9,8% iz 2007. To Dansku stavlja iznad prosjeka OECD-a i iznad ostalih nordijskih zemalja.

### Imigracija i gradska geta
Danska je jedina zemlja koja u 21. stoljeću službeno koristi riječ "geto" za definiranje određenih stambenih područja. Od 2010. dansko Ministarstvo prometa, graditeljstva i stanovanja objavljuje ghettolisten (popis geta) kojega je 2018. činilo 25 područja. Kao rezultat toga, izraz se široko koristi u medijima i uobičajenom govoru. Pravna oznaka primjenjuje se na područja na temelju razine prihoda stanovnika, statusa zaposlenja, razine obrazovanja, kaznenih presuda i nezapadnoga etničkog podrijetla. Godine 2017. 8,7% stanovništva Danske činili su nezapadni doseljenici ili njihovi potomci. Udio stanovništva "stanovnika geta" nezapadnoga porijekla bio je 66,5%. Vlada je 2018. predložila mjere za rješavanje pitanja integracije i oslobađanje zemlje od paralelnih društava i geta do 2030. Mjere su usmjerene na fizičku obnovu, kontrolu nad time kome je dopušteno živjeti u tim područjima, smanjenje kriminala i ulaganja u obrazovanje. Ove su politike kritizirane zbog potkopavanja načela "jednakosti pred zakonom" i zbog prikazivanja imigranata, posebice muslimanskih imigranata, u lošem svjetlu. Dok su neki prijedlozi poput ograničenja izlaska iz kuće "djeci iz geta" nakon 20 sati odbijeni kao preradikalni, većinu od 22 prijedloga izglasala je parlamentarna većina.

## Kultura
Danska dijeli snažne kulturne i povijesne veze sa svojim skandinavskim susjedima Švedskom i Norveškom. Povijesno je to bila jedna od društveno najnaprednijih kultura na svijetu. Godine 1969. Danska je bila prva zemlja koja je legalizirala pornografiju, a 2012. Danska je zamijenila svoje zakone o "registriranome partnerstvu", koje je prva uvela 1989., rodno neutralnim zakonom o istospolnome braku, te je dopustila sklapanje istospolnih brakova u Danskoj Crkvi. Skromnost i društvena jednakost važni su aspekti danske kulture. U studiji iz 2016. koja je uspoređivala rezultate empatije u 63 zemlje, Danska je zauzela 4. mjesto u svijetu s najvećom empatijom među ispitanim europskim zemljama.
Astronomska otkrića Tychoa Brahea (1546. – 1601.), artikuliranje principa očuvanja energije Ludwiga A. Coldinga (1815. – 1888.) i doprinosi atomskoj fizici Nielsa Bohra (1885. – 1962.) ukazuju na raspon danskih znanstvenih dostignuća. Bajke Hansa Christiana Andersena (1805. – 1875.), filozofski eseji Sørena Kierkegaarda (1813. – 1855.), kratke priče Karen Blixen (pseudonim Isak Dinesen) (1885. – 1962.), drame Ludviga Holberga (1684. –1754.) i aforistična poezija Pieta Heina (1905.–1996.) stekle su značajno međunarodno priznanje, kao i simfonije Carla Nielsena (1865. – 1931.). Od sredine 1990-ih danski su filmovi privukli međunarodnu pozornost, posebice oni povezani s umjetničkim pokretom Dogma 95, poput onih Larsa von Triera.
Jedno od glavnih obilježja danske kulture je jul (danski Božić). Blagdan se slavi tijekom prosinca, počevši od početka došašća ili 1. prosinca s raznim tradicijama, a vrhunac je božićna večera.
Postoji sedam danskih mjesta baštine upisanih na UNESCO-ov popis svjetske baštine u sjevernoj Europi : Christiansfeld, moravsko crkveno naselje, Jelling Mounds (runsko kamenje i crkva), dvorac Kronborg, katedrala Roskilde i Lovački krajolik u Sjevernom Zelandu i 3 na popisu svjetske baštine u Sjevernoj Americi, ali koji se nalaze unutar Kraljevine Danske: Ilulissat Icefjord, Aasivissuit — Nipisat i Kujataa.

### Ljudska prava
Danska se smatra progresivnom zemljom koja je usvojila zakone i politike za podršku pravima žena, pravima manjina i LGBT pravima. Ljudska prava u Danskoj zaštićena su državnim ustavom kraljevstva (dan.: Danmarks Riges Grundlov) i primjenjuju se jednako u užoj Danskoj, Grenlandu i Farskim otocima, te putem ratifikacije međunarodnih ugovora o ljudskim pravima. Danska je odigrala značajnu ulogu u usvajanju Europske konvencije o ljudskim pravima, te u osnivanju Europskoga suda za ljudska prava (ECHR). Godine 1987. Parlament Kraljevine Danske (Folketinget) osnovao je Danski centar za ljudska prava, danas Danski institut za ljudska prava.
Godine 2009. održan je referendum o izmjeni danskoga Zakona o nasljeđivanju kako bi se dala apsolutna primogenitura danskoga prijestolja, što znači da najstarije dijete, bez obzira na spol, ima prednost u liniji nasljeđivanja. Kako izmjena zakona nije bila retroaktivna, trenutni nasljednik prijestolja je najstariji kraljev sin, a ne njegovo najstarije dijete. Članak 2. danskoga ustava kaže da "Monarhiju nasljeđuju muškarci i žene".
Inuiti su desetljećima bili predmetom diskriminacije i zlostavljanja od strane dominantnih kolonizatora iz Europe. Inuiti nikada nisu bili jedinstvena zajednica u jednoj inuitskoj regiji. Od 18. stoljeća do 1970-ih, danska vlada (dansko-norveška do 1814.) kroz vrijeme je pokušavala asimilirati starosjedilačko stanovništvo Grenlanda, grenlandske Inuite, potičući ih da prihvate većinski jezik, kulturu i vjeru. Grenlandska je zajednica žestoko kritizirala Dansku zbog politike danizacije (50-ih i 60-ih godina) i diskriminacije autohtonoga stanovništva zemlje. Diskriminatorno se postupalo prema inuitskim radnicima koji su u pravilu imali znatno niže plaće od neinuitskog stanovništva, preseljavalo se cijele obitelji iz njihovih tradicionalnih teritorija, odvajalo se djecu od roditelja i slalo ih se u Dansku na školovanje. Unatoč tome, Danska je 1996. godine ratificirala Konvenciju 169 ILO-a o domorodačkim narodima koju je preporučio UN.
Što se tiče prava LGBT osoba, Danska je 1989. godine bila prva zemlja u svijetu koja je pravno priznala istospolne zajednice u obliku registriranih partnerstava. Dana 7. lipnja 2012. zakon je zamijenjen novim zakonom o istospolnim brakovima koji je stupio na snagu 15. lipnja 2012. Grenland i Farski otoci legalizirali su istospolne brakove u travnju 2016., odnosno u srpnju 2017. godine. U siječnju 2016. danski parlament proveo je rezoluciju koja je spriječila klasificiranje transrodnosti kao poremećaja mentalnoga zdravlja. Čineći to, Danska je postala prva zemlja u Europi koja se protivila standardima Svjetske zdravstvene organizacije (WHO), koji su klasificirali transrodni identitet kao problem mentalnoga zdravlja do lipnja 2018.

### Masmediji
Danski masovni mediji datiraju iz 1540-ih, kada su rukom pisani listovi izvještavali o vijestima. Godine 1666. Anders Bording, otac danskoga novinarstva, pokrenuo je prve državne novine. Godine 1834. pojavile su se prve slobodne novine, a Ustav iz 1849. uspostavio je pravo trajne slobode tiska u Danskoj. Novine su svoj procvat doživjele u drugoj polovici 19. stoljeća, obično vezane uz jednu ili drugu političku stranku ili sindikat. Modernizacija u tiskanim medijima pojavila se nakon 1900. godine i donijela je nove značajke i tehnike mehaničkoga tiska. Ukupna naklada koja je iznosila 500 000 primjeraka dnevno 1901., više je nego udvostručena na 1,2 milijuna 1925. Njemačka okupacija tijekom Drugoga svjetskog rata donijela je neformalnu cenzuru. Sjedišta nekih oporbenih novina nacisti su jednostavno digli u zrak. Tijekom rata postojalo je 550 ilegalno tiskanih novina, malih, potajno tiskanih listova koji su poticali na sabotažu i otpor.
Danska kinematografija datira iz 1897. godine i od 1980-ih održava stalan tok produkcija uglavnom zahvaljujući financiranju Danskoga filmskog instituta koji financira država. Postojala su tri velika međunarodno značajna vala danske kinematografije: erotska melodrama nijeme ere, sve eksplicitniji filmovi o seksu iz 1960-ih i 1970-ih i na posljetku pokret Dogme 95 kasnih 1990-ih, gdje su redatelji često koristili ručne kamere za postizanje dinamičkoga učinka u svjesnoj reakciji protiv visokobudžetnih studija. Danski filmovi poznati su po svome realizmu, vjerskim i moralnim temama, seksualnoj iskrenosti i tehničkim inovacijama. Danski redatelj Carl Theodor Dreyer (1889. – 1968.) smatra se jednim od najvećih redatelja rane kinematografije.
Ostali poznati danski filmski redatelji jesu Erik Balling, tvorac popularnih Olsen-banden filmova; Gabriel Axel, dobitnik Oscara za Babette's Feast 1987.; i Bille August, dobitnik Oscara, Zlatne palme i Zlatnoga globusa za Pellea Osvajača 1988. U suvremenoj kinematografiji, značajni redatelji u Danskoj jesu Lars von Trier, koji je sukreirao pokret Dogme, te višestruki dobitnici nagrada Susanne Bier i Nicolas Winding Ref. Mads Mikkelsen svjetski je poznati danski glumac, koji je glumio u filmovima poput King Arthur, Casino Royale, danskome filmu The Hunt i američkoj TV seriji Hannibal. Još jedan poznati danski glumac Nikolaj Coster-Waldau međunarodno je poznat po ulozi Jaimea Lannistera u HBO-ovoj seriji Igra prijestolja.
Danskim masovnim medijima i informativnim programima dominira nekoliko velikih korporacija. U tiskanim medijima JP/Politikens Hus i Berlingske Media između sebe kontroliraju najveće novine Politiken, Berlingske Tidende i Jyllands-Posten, te glavne tabloide BT i Ekstra Bladet. Na televiziji velike udjele gledatelja imaju javne postaje DR i TV 2. DR je posebno poznat po visokokvalitetnim TV serijama koje se često prodaju stranim televizijskim kućama i često s glavnim ženskim likovima poput međunarodno poznatih glumica Sidse Babett Knudsen i Sofie Gråbøl. Na radiju, DR ima gotovo monopol, trenutno emitira na sva četiri nacionalno dostupna FM kanala, natječući se samo s lokalnim postajama.

### Glazba
Danska i njezini brojni udaljeni otoci imaju vrlo bogatu narodnu glazbu. Najpoznatiji klasični skladatelj u zemlji je Carl Nielsen (1865. – 1931.), posebno zapamćen po svojih šest simfonija i svom Puhačkom kvintetu, dok se Kraljevski danski balet specijalizirao za djela danskoga koreografa Augusta Bournonvillea. Danski kraljevski orkestar jedan je od najstarijih svjetskih orkestara. Danci su se istaknuli i kao jazz glazbenici, a Kopenhagenski jazz festival stekao je međunarodno priznanje.
Moderna pop i rock scena proizvela je nekoliko imena međunarodne slave, kao što su Aqua, Alphabeat, DAD, King Diamond, Kashmir, Lukas Graham, Mew, Michael Learns to Rock, MØ, Oh Land, The Raveonettes i Volbeat. Lars Ulrich, bubnjar grupe Metallica, postao je prvi danski glazbenik koji je primljen u Rock and Roll Hall of Fame.
Roskilde Festival u blizini Kopenhagena najveći je glazbeni festival u sjevernoj Europi od 1971., a Danska ima mnoge godišnje glazbene festivale svih žanrova, uključujući Aarhus International Jazz Festival, Skanderborg Festival, The Blue Festival u Aalborgu, Esbjerg International Chamber Music Festival, Skagen Festival i mnoge druge.
Danska sudjeluje na Eurosongu od 1957. i tri puta je pobijedila na natjecanju, 1963., 2000. i 2013. godine.

### Arhitektura i dizajn
Danska arhitektura postavila je čvrste utemelje u srednjemu vijeku kada su prvo romaničke, a zatim gotičke crkve i katedrale niknule širom zemlje. U 16. stoljeću u Dansku su dovedeni nizozemski i flamanski umjetnici, isprva kako bi poboljšali utvrde u zemlji, ali sve više kako bi izgradili veličanstvene kraljevske dvorce i palače u renesansnome stilu. Tijekom 17. stoljeća izgrađene su mnoge impresivne građevine u baroknome stilu, kako u glavnom gradu tako i u provinciji. Neoklasicizam iz Francuske polako su preuzimali domaći danski arhitekti koji su sve više sudjelovali u definiranju arhitektonskoga stila. Produktivno razdoblje historicizma naposljetku se utopilo u nacionalni romantičarski stil 19. stoljeća.
Dvadeseto stoljeće donijelo je nove arhitektonske stilove, uključujući ekspresionizam, najbolje prikazan nacrtima arhitekta Pedera Vilhelma Jensena-Klinta, koji se uvelike oslanjao na skandinavsku gotičku tradiciju opeke, te nordijski klasicizam, koji je uživao kratku popularnost u prvim desetljećima stoljeća. U 1960-ima danski arhitekti poput Arnea Jacobsena stupili su na svjetsku scenu sa svojom vrlo uspješnom funkcionalističkom arhitekturom. Ovo se pak razvilo u novija remek-djela svjetske klase, uključujući Operu Jørna Utzona u Sydneyu i Grande Arche de la Défense Johana Otta von Spreckelsena u Parizu, utirući put nizu suvremenih danskih dizajnera poput Bjarkea Ingelsa, koji će biti nagrađen za izvrsnost u zemlji i inozemstvu.
Danski dizajn izraz je koji se često koristi za opisivanje stila funkcionalističkoga dizajna i arhitekture koji je razvijen sredinom 20. stoljeća, a potječe iz Danske. Danski dizajn se obično primjenjuje na industrijski dizajn, namještaj i predmete za kućanstvo, koji su osvojili mnoge međunarodne nagrade. Kraljevska tvornica porculana poznata je po kvaliteti svoje keramike i izvoznih proizvoda diljem svijeta. Danski dizajn također je poznata marka, često povezana sa svjetski poznatim dizajnerima i arhitektima 20. stoljeća kao što su Børge Mogensen, Finn Juhl, Hans Wegner, Arne Jacobsen, Poul Henningsen i Verner Panton. Ostali poznati dizajneri su Kristian Solmer Vedel (1923. – 2003.) u području industrijskoga dizajna, Jens Quistgaard (1919. –  2008.) za kuhinjski namještaj i pribor te Ole Wanscher (1903. – 1985.) koji je imao klasičan pristup dizajnu namještaja.

### Književnost i filozofija
Prva poznata danska književnost su mitovi i folklor iz 10. i 11. stoljeća. Saxo Grammaticus, koji se inače smatra prvim danskim piscem, radio je za biskupa Absalona na kronici danske povijesti (Gesta Danorum). Vrlo malo se zna o danskoj književnosti iz srednjega vijeka. U doba prosvjetiteljstva bio je poznat Ludvig Holberg čije se komedije još uvijek izvode.
U kasnome 19. stoljeću književnost se smatrala instrumentom utjecaja na društvo. Poznat kao "moderni iskorak", ovaj pokret zagovarali su Georg Brandes, Henrik Pontoppidan (dobitnik Nobelove nagrade za književnost) i J. P. Jacobsen. Romantizam je utjecao na glasovitoga pisca i pjesnika Hansa Christiana Andersena, poznatoga po svojim pričama i bajkama, kao primjerice Ružno pače, Mala sirena i Snježna kraljica. U novijoj povijesti Johannes Vilhelm Jensen također je dobio Nobelovu nagradu za književnost. Karen Blixen poznata je po svojim romanima i kratkim pričama. Drugi značajni danski pisci su Herman Bang, Gustav Wied, William Heinesen, Martin Andersen Nexø, Piet Hein, Hans Scherfig, Klaus Rifbjerg, Dan Turèll, Tove Ditlevsen, Inger Christensen i Peter Høeg.
Danska filozofija ima dugu tradiciju kao dio zapadne filozofije. Možda najutjecajniji danski filozof bio je Søren Kierkegaard, tvorac kršćanskoga egzistencijalizma. Kierkegaard je imao nekoliko danskih sljedbenika, uključujući Haralda Høffdinga, koji se kasnije u životu pridružio pokretu pozitivizma. Među ostalim Kierkegaardovim sljedbenicima su Jean-Paul Sartre koji je bio impresioniran Kierkegaardovim pogledima na pojedinca, te Rollo May, koji je dao doprinos u stvaranju humanističke psihologije. Drugi zapaženi danski filozof je Grundtvig, čija je filozofija dovela do novoga oblika neagresivnog nacionalizma u Danskoj, a koji je također utjecajan zbog svojih teoloških i povijesnih djela.

### Slikarstvo i fotografija
Dok je danska umjetnost bila pod utjecajem trendova u Njemačkoj i Nizozemskoj, crkvene freske iz 15. i 16. stoljeća, koje se mogu vidjeti u mnogim starijim crkvama u zemlji, od posebnoga su interesa jer su oslikane u stilu tipičnom za domaće danske slikare.
Dansko zlatno doba, koje je započelo u prvoj polovici 19. stoljeća, bilo je nadahnuto novim osjećajem nacionalizma i romantizma, koje je krajem prošlog stoljeća tipizirao povijesni slikar Nicolai Abildgaard. Christoffer Wilhelm Eckersberg nije bio samo produktivan umjetnik sam po sebi nego je i predavao na Kraljevskoj danskoj akademiji likovnih umjetnosti gdje su neki od njegovih studenata bili značajni slikari kao što su Wilhelm Bendz, Christen Købke, Martinus Rørbye, Constantin Hansen i Wilhelm Marstrand.
Godine 1871. Holger Drachmann i Karl Madsen posjetili su Skagen na krajnjem sjeveru Jutlanda gdje su brzo izgradili jednu od najuspješnijih skandinavskih umjetničkih kolonija specijaliziranih za naturalizam i realizam, a ne za tradicionalni pristup koji je favorizirala akademija. Ugostili su ih Michael Ancher i njegova supruga Anna Ancher, a ubrzo su im se pridružili P. S. Krøyer, Carl Locher i Laurits Tuxen. Svi su slikali pejzaže i motive života lokalnoga stanovništva. Slični trendovi razvili su se na Funenu s Fynboerneima koji su uključivali Johannesa Larsena, Fritza Syberga i Petera Hansena, i na otoku Bornholm s bornholmskom školom slikara uključujući Nielsa Lergaarda, Kræstena Iversena i Olufa Høsta.
Slikarstvo je i dalje istaknuti oblik umjetničkoga izražavanja u danskoj kulturi i utječe na glavne međunarodne trendove u ovome području. To uključuje impresionizam i modernističke stilove ekspresionizma, apstraktnoga slikarstva i nadrealizma. Dok je međunarodna suradnja i aktivnost gotovo uvijek bila ključna za dansku umjetničku zajednicu, utjecajni umjetnički kolektivi s čvrstom danskom bazom jesu De Tretten (1909. – 1912.), Linien (1930. i 1940.), COBRA (1948. – 1951.), Fluxus (1960-ih i 1970-ih), De Junge Vilde (1980-ih) i nedavno Superflex (osnovan 1993.). Većina danskih slikara modernoga doba također je bila vrlo aktivna s drugim oblicima umjetničkoga izražavanja, kao što su kiparstvo, keramika, umjetničke instalacije, aktivizam, film i eksperimentalna arhitektura. Značajni danski slikari modernoga doba koji pripadaju različitim umjetničkim pokretima jesu Theodor Philipsen (1840. – 1920., impresionizam i naturalizam), Anna Klindt Sørensen (1899. – 1985., ekspresionizam), Franciska Clausen (1899. – 1986., Neue Sachlichkeit, kubizam, nadrealizam i drugi), Henry Heerup (1907. –1993., naiva), Robert Jacobsen (1912. – 1993., apstraktno slikarstvo), Carl Henning Pedersen (1913. – 2007., apstraktno slikarstvo), Asger Jorn (1914. – 1973., situacionizam, apstraktno slikarstvo), Bjørn Wiinblad ( 1918. – 2006., art deco, orijentalizam), Per Kirkeby (r. 1938., neoekspresionizam, apstraktno slikarstvo), Per Arnoldi (r. 1941., pop art), Michael Kvium (r. 1955., neo-nadrealizam) i Simone Aaberg Kærn (r. 1969., fotorealizam).
Danska fotografija razvila se od snažnoga sudjelovanja i interesa za same početke umjetnosti fotografije 1839. godine do uspjeha znatnoga broja Danaca u današnjemu svijetu fotografije. Pioniri poput Madsa Alstrupa i Georga Emila Hansena utrli su put brzo rastućoj profesiji tijekom druge polovice 19. stoljeća. Danas su danski fotografi kao što su Astrid Kruse Jensen i Jacob Aue Sobol aktivni u zemlji i inozemstvu, sudjelujući na ključnim izložbama diljem svijeta.

### Kuhinja
Tradicionalna kuhinja Danske, kao i ostalih nordijskih zemalja, te Sjeverne Njemačke, temelji se uglavnom na mesu, ribi i krumpiru. Danska su jela izrazito sezonska, a proizlaze iz poljoprivredne prošlosti zemlje, njezine geografije i klime i karakterističnih dugih, hladnih zima.
Otvoreni sendviči na raženom kruhu, poznati kao smørrebrød, koji su u svom osnovnom obliku uobičajena jela za ručak, mogu se smatrati nacionalnim specijalitetom kada su pripremljeni i ukrašeni raznim drugim sastojcima. Tople obroke tradicionalno čini mljeveno meso, kao što su frikadeller (mesne okruglice od teletine i svinjetine) i hakkebøf (pljeskavice od mljevene govedine), ili obilnija jela od mesa i ribe kao što su flæskesteg (pečena svinjetina s čvarcima) i kogt torsk (bakalar) s umakom od senfa. Danska je poznata po pivima Carlsberg i Tuborg, te po akvavitu i biterima.
Otprilike od 1970. kuhari i restorani diljem Danske uveli su gurmansko kuhanje, pod velikim utjecajem francuske kuhinje. Također inspirirani kontinentalnim praksama, danski kuhari nedavno su razvili novu inovativnu kuhinju i niz gurmanskih jela temeljenih na visokokvalitetnim lokalnim proizvodima poznatu kao nova danska kuhinja. Kao rezultat ovoga razvoja, Danska sada ima znatan broj međunarodno priznatih restorana od kojih je nekoliko nagrađeno Michelinovim zvjezdicama.

### Sport
Sportovi su popularni u Danskoj, a njezini građani aktivno sudjeluju različitim sportovima. Nacionalni sport je nogomet s preko 320 000 igrača u više od 1600 klubova. Danska se šest puta uzastopno kvalificirala za Europsko prvenstvo između 1984. i 2004., a pobijedila je naslov europskoga prvaka 1992 . Ostala značajna postignuća jesu osvajanje FIFA konfederacijskoga kupa 1995. i dolazak do četvrtfinala Svjetskoga prvenstva 1998. Značajni danski nogometaši su Allan Simonsen, proglašen najboljim igračem Europe 1977., Peter Schmeichel, proglašen "najboljim svjetskim vratarom" 1992. i 1993., i Michael Laudrup, proglašen najboljim danskim igračem svih vremena od strane Danske nogometne unije.
Veliki je fokus i na rukometu. Ženska reprezentacija tijekom 1990-ih nizala je velike uspjehe te je osvojila ukupno 13 medalja – sedam zlatnih (1994., 1996. (2), 1997., 2000., 2002. i 2004.), četiri srebrne (1962., 1993., 1998. i 2004. ) i dvije brončane (1995. i 2013.). Što se tiče muškaraca, Danska je osvojila 12 medalja: četiri zlatne (2008., 2012., 2016. i 2019.), četiri srebrne (1967., 2011., 2013. i 2014.) i četiri brončane (2002., 2004., 2006. i 2007.), najviše što je bilo koja momčad osvojila u povijesti Europskoga rukometnog prvenstva. Godine 2019. danska muška rukometna reprezentacija osvojila je svoj prvi naslov Svjetskoga prvaka na turniru koji su zajednički organizirali Njemačka i Danska. 
Posljednjih godina Danska se proslavila i kao jaka biciklistička nacija, s Michaelom Rasmussenom koji je 2005. i 2006. dosegao status kralja planina na Tour de Franceu. Ostali popularni sportovi jesu golf, koji je uglavnom popularan među starijim demografskim skupinama, tenis, u kojem je Danska uspješna na profesionalnoj razini, košarka (Danska se pridružila međunarodnome upravnom tijelu FIBA-i 1951.), ragbi (danski ragbi savez postoji od 1950. godine), hokej na ledu (često se natječe u najvišoj skupini Svjetskoga prvenstva za muškarce), veslanje (Danska se specijalizirala za lako veslanje i posebno je poznata po svome lakom četvercu bez kormilara, osvojivši šest zlatnih i dvije srebrne medalje na Svjetskom prvenstvu te tri zlatne i dvije brončane olimpijske medalje), te nekoliko dvoranskih sportova, posebice badminton, stolni tenis i gimnastika, u svakom od kojih je Danska osvojila svjetska prvenstva i olimpijske medalje. Brojne danske plaže i odmarališta popularna su mjesta za ribolov, vožnju kanuom, kajakom i mnoge druge sportove na vodi.